# سيلفيا داوست
سيلفيا داوست هي نحّاتة كندية، ولدت في 24 مايو 1902 في مونتريال في كندا، وتوفيت في 19 يوليو 2004.